# Vasili Chmelevski
Vasilij Vladimirovitj Chmelevski (belarusiska: Васіль Уладзімарвіч Хмялеўскі, ryska: Василий Владимирович Хмелевский; född den 14 januari 1948 i Hrodna voblast, Vitryssland, död 2002, var en sovjetisk friidrottare inom släggkastning.
Han tog OS-brons i släggkastning vid friidrottstävlingarna 1972 i München. 